# Бріона
Бріона (італ. Briona, п'єм. Brion-a) — муніципалітет в Італії, у регіоні П'ємонт,  провінція Новара.
Бріона розташована на відстані близько 520 км на північний захід від Рима, 85 км на північний схід від Турина, 16 км на північний захід від Новари.
Населення — 1217 осіб (2014).
Щорічний фестиваль відбувається 26 серпня. Покровитель — святий Алессандро.

## Демографія
Населення за роками:

Станом на 1 січня 2023 року в муніципалітеті офіційно проживало 80 іноземців з 18 країн, серед них 26 громадян країн Євросоюзу та 8 громадян України.

## Сусідні муніципалітети
- Баренго
- Кальтіньяга
- Карпіньяно-Сезія
- Казаледжо-Новара
- Кастеллаццо-Новарезе
- Фара-Новарезе
- Момо
- Сан-П'єтро-Мозеццо
- Сіллавенго